# 128 (szám)
A 128 (százhuszonnyolc) a 127 és 129 között található természetes szám.

## Típusjelzésekben
- Fiat 128 (személygépkocsi)